# Forest Park (Saint-Louis)
Pour les articles homonymes, voir Forest Park.
Forest Park est un parc public situé dans la ville de Saint-Louis, au Missouri.
Ouvert en 1876, il a accueilli l'Exposition universelle de 1904 et une partie des épreuves des Jeux olympiques de 1904.
On y trouve le parc zoologique de Saint-Louis, le musée d'art de Saint-Louis, le planétarium James S. McDonnell, le musée d'histoire de Saint-Louis (en) et le Dwight Davis Tennis Center (en).

Plan du parc.